# Llista de topònims de Sallent
Llista de topònims (noms propis de lloc) del municipi de Sallent, al Bages
Informació actualitzada per un bot. Els canvis manuals es perdran quan s'actualitzi!

## arbre singular
| imatge | Nom                     | Ubicat a | instància de   | Detalls      | coordenades                                                     | Protecció | Commons (més fotos) | Dades a WD                    |
| ------ | ----------------------- | -------- | -------------- | ------------ | --------------------------------------------------------------- | --------- | ------------------- | ----------------------------- |
|        | Om de cal Caticó        | Sallent  | arbre singular | 19th century | 41° 47′ 57″ N, 1° 54′ 52″ E / 41.79921°N,1.91447°E ca:Cabrianes |           |                     | Modifica les dades a Wikidata |
|        | Roure Gros de la Sèquia | Sallent  | arbre singular |              | 41° 47′ 22″ N, 1° 53′ 06″ E / 41.7895°N,1.8849°E ca:Sant Ponç   |           |                     | Modifica les dades a Wikidata |

## carrer
| imatge | Nom             | Ubicat a | instància de | Detalls                     | coordenades                                                   | Protecció                                  | Commons (més fotos)       | Dades a WD                    |
| ------ | --------------- | -------- | ------------ | --------------------------- | ------------------------------------------------------------- | ------------------------------------------ | ------------------------- | ----------------------------- |
|        | carrer del Clos | Sallent  | carrer       |                             | 41° 49′ 22″ N, 1° 53′ 50″ E / 41.822842°N,1.897192°E          |                                            | Carrer Clos (Sallent)     | Modifica les dades a Wikidata |
|        | carrer del Pont | Sallent  | carrer       | Estil: arquitectura popular | 41° 49′ 22″ N, 1° 53′ 32″ E / 41.8228138889°N,1.89226944444°E | bé integrant del patrimoni cultural català | Carrer del Pont (Sallent) | Modifica les dades a Wikidata |

## casa
| imatge | Nom                                 | Ubicat a | instància de | Detalls                                                      | coordenades                                                     | Protecció                                  | Commons (més fotos)                           | Dades a WD                    |
| ------ | ----------------------------------- | -------- | ------------ | ------------------------------------------------------------ | --------------------------------------------------------------- | ------------------------------------------ | --------------------------------------------- | ----------------------------- |
|        | Ca l'Arau                           | Sallent  | casa         | Arquitecte: Alexandre Soler i March Estil: modernisme català | 41° 49′ 25″ N, 1° 53′ 43″ E / 41.82368°N,1.895311°E             | bé integrant del patrimoni cultural català | Ca l'Arau (Sallent)                           | Modifica les dades a Wikidata |
|        | Ca l'Ardenui                        | Sallent  | casa         | Estil: arquitectura popular 18th century                     | 41° 49′ 29″ N, 1° 53′ 41″ E / 41.824718°N,1.894595°E            | bé integrant del patrimoni cultural català | Ca l'Ardenuy (Sallent)                        | Modifica les dades a Wikidata |
|        | Cal Beringues                       | Sallent  | casa         | Estil: arquitectura eclèctica                                | 41° 49′ 29″ N, 1° 53′ 47″ E / 41.824643°N,1.896336°E            | bé integrant del patrimoni cultural català | Cal Beringues (Sallent)                       | Modifica les dades a Wikidata |
|        | Cal Claret                          | Sallent  | casa         | Estil: gòtic flamíger                                        | 41° 49′ 27″ N, 1° 53′ 41″ E / 41.824124°N,1.894629°E ca:Sallent | bé cultural d'interès local                | Cal Claret (Sallent)                          | Modifica les dades a Wikidata |
|        | Cal Fèlix                           | Sallent  | casa         | Estil: arquitectura eclèctica 19th century                   | 41° 49′ 29″ N, 1° 53′ 29″ E / 41.824641°N,1.891321°E            | bé integrant del patrimoni cultural català | Cal Fèlix (Sallent)                           | Modifica les dades a Wikidata |
|        | Cal Jaume de la Competència         | Sallent  | casa         | 18th century                                                 | 41° 49′ 30″ N, 1° 53′ 40″ E / 41.825059°N,1.894432°E            | bé integrant del patrimoni cultural català | Cal Jaume de la Competència                   | Modifica les dades a Wikidata |
|        | Cal Martorano                       | Sallent  | casa         | Estil: arquitectura eclèctica                                | 41° 49′ 22″ N, 1° 53′ 47″ E / 41.822877°N,1.896527°E            | bé integrant del patrimoni cultural català |                                               | Modifica les dades a Wikidata |
|        | Cal Mingu                           | Sallent  | casa         |                                                              | 41° 49′ 29″ N, 1° 53′ 50″ E / 41.824648°N,1.897092°E            | bé integrant del patrimoni cultural català | Cal Mingu (Sallent)                           | Modifica les dades a Wikidata |
|        | Cal Moliner                         | Sallent  | casa         | Estil: arquitectura popular                                  | 41° 49′ 26″ N, 1° 53′ 42″ E / 41.82382°N,1.894863°E             | bé integrant del patrimoni cultural català | Cal Moliner (Sallent)                         | Modifica les dades a Wikidata |
|        | Cal Ramon                           | Sallent  | casa         | 19th century Anomenat per: Ramon                             | 41° 49′ 26″ N, 1° 53′ 33″ E / 41.82390833°N,1.8926°E            |                                            |                                               | Modifica les dades a Wikidata |
|        | Cal Sala                            | Sallent  | casa         | Estil: arquitectura eclèctica 1903                           | 41° 49′ 20″ N, 1° 53′ 48″ E / 41.822341°N,1.896586°E            | bé integrant del patrimoni cultural català | Cal Sala de Sallent                           | Modifica les dades a Wikidata |
|        | Cal Sellarès                        | Sallent  | casa         | Estil: modernisme català arquitectura modernista             | 41° 49′ 28″ N, 1° 53′ 30″ E / 41.824392°N,1.891566°E            | bé integrant del patrimoni cultural català | Cal Sallarés (Sallent)                        | Modifica les dades a Wikidata |
|        | Cal Sorribas                        | Sallent  | casa         | Estil: arquitectura popular                                  | 41° 49′ 24″ N, 1° 53′ 44″ E / 41.823251°N,1.895679°E            | bé integrant del patrimoni cultural català | Cal Sorribas (Sallent)                        | Modifica les dades a Wikidata |
|        | Cal Tomasó                          | Sallent  | casa         |                                                              | 41° 49′ 31″ N, 1° 53′ 39″ E / 41.8252433°N,1.8940679°E          | bé integrant del patrimoni cultural català | Cal Tomasó (Sallent)                          | Modifica les dades a Wikidata |
|        | Cal Traval                          | Sallent  | casa         | Estil: arquitectura popular                                  | 41° 49′ 26″ N, 1° 53′ 44″ E / 41.823997°N,1.895474°E ca:Sallent | bé integrant del patrimoni cultural català | Cal Traval (Sallent)                          | Modifica les dades a Wikidata |
|        | Cal València                        | Sallent  | casa         | Estil: arquitectura popular 18th century                     | 41° 49′ 20″ N, 1° 53′ 31″ E / 41.822262°N,1.892048°E ca:Sallent | bé integrant del patrimoni cultural català | Cal València (Sallent)                        | Modifica les dades a Wikidata |
|        | Rectoria vella                      | Sallent  | casa         | Estil: arquitectura popular                                  | 41° 49′ 25″ N, 1° 53′ 46″ E / 41.823473°N,1.896229°E ca:Sallent | bé integrant del patrimoni cultural català | Rectoria vella (Sallent)                      | Modifica les dades a Wikidata |
|        | casa al carrer Prat de la Riba      | Sallent  | casa         | Estil: arquitectura popular                                  | 41° 49′ 33″ N, 1° 53′ 47″ E / 41.825872°N,1.896381°E            | bé integrant del patrimoni cultural català |                                               | Modifica les dades a Wikidata |
|        | habitatge al carrer Clos, 23        | Sallent  | casa         | Estil: arquitectura popular                                  | 41° 49′ 22″ N, 1° 53′ 48″ E / 41.82291°N,1.896574°E             | bé integrant del patrimoni cultural català | Habitatge al carrer Clos, 23 (Sallent)        | Modifica les dades a Wikidata |
|        | habitatge al carrer Torres Amat, 20 | Sallent  | casa         | Estil: arquitectura popular Estat: enderrocat o destruït     | 41° 49′ 26″ N, 1° 53′ 42″ E / 41.82395°N,1.894874°E             | bé integrant del patrimoni cultural català | Habitatge al carrer Torres Amat, 20 (Sallent) | Modifica les dades a Wikidata |

## creu de terme
| imatge | Nom                     | Ubicat a | instància de  | Detalls       | coordenades                                         | Protecció                                  | Commons (més fotos)     | Dades a WD                    |
| ------ | ----------------------- | -------- | ------------- | ------------- | --------------------------------------------------- | ------------------------------------------ | ----------------------- | ----------------------------- |
|        | creu de la Concòrdia    | Sallent  | creu de terme |               | 41° 49′ 26″ N, 1° 53′ 48″ E / 41.82397°N,1.89668°E  |                                            |                         | Modifica les dades a Wikidata |
|        | creu de terme de Cornet | Sallent  | creu de terme | Estil: barroc | 41° 53′ 37″ N, 1° 56′ 13″ E / 41.89366°N,1.937071°E | bé integrant del patrimoni cultural català | Creu de terme de Cornet | Modifica les dades a Wikidata |

## curs d'aigua
| imatge | Nom                | Ubicat a    | instància de | Detalls              | coordenades                                                                                              | Protecció | Commons (més fotos) | Dades a WD                    |
| ------ | ------------------ | ----------- | ------------ | -------------------- | --- | --------- | ------------------- | ----------------------------- |
|        | Riera Gavarresa    | Osona Bages | curs d'aigua | Desemboca: Llobregat | 42° 07′ 18″ N, 2° 05′ 42″ E / 42.121789°N,2.094932°E 41° 46′ 57″ N, 1° 54′ 32″ E / 41.782522°N,1.90877°E |           | Riera Gavarresa     | Modifica les dades a Wikidata |
|        | torrent de la Sala | Sallent     | curs d'aigua | Desemboca: Llobregat | 41° 47′ 16″ N, 1° 53′ 02″ E / 41.78772°N,1.88384°E ca:Sant Ponç-Cabrianes                                |           |                     | Modifica les dades a Wikidata |

## edifici
| imatge | Nom                                    | Ubicat a | instància de          | Detalls                                                    | coordenades                                                                                | Protecció                                  | Commons (més fotos)                    | Dades a WD                    |
| ------ | -------------------------------------- | -------- | --------------------- | ---------------------------------------------------------- | ------------------------------------------------------------------------------------------ | ------------------------------------------ | -------------------------------------- | ----------------------------- |
|        | Casa Gran                              | Sallent  | edifici               | Estil: arquitectura gòtica                                 | 41° 49′ 27″ N, 1° 53′ 44″ E / 41.824203°N,1.895422°E ca:Sallent                            | bé integrant del patrimoni cultural català | Casa Gran (Sallent)                    | Modifica les dades a Wikidata |
|        | Casa natal de sant Antoni Maria Claret | Sallent  | edifici casa església |                                                            | 41° 49′ 28″ N, 1° 53′ 43″ E / 41.824518°N,1.89532°E ca:Sallent                             | bé integrant del patrimoni cultural català | Casa natal de sant Antoni Maria Claret | Modifica les dades a Wikidata |
|        | Castell Carlista                       | Sallent  | edifici               |                                                            | 41° 49′ 20″ N, 1° 53′ 29″ E / 41.822291°N,1.891313°E                                       | bé integrant del patrimoni cultural català | Castell Carlista (Sallent)             | Modifica les dades a Wikidata |
|        | Fàbrica Sala                           | Sallent  | edifici               | Estil: modernisme català arquitectura modernista           | 41° 49′ 20″ N, 1° 53′ 50″ E / 41.822098°N,1.897271°E                                       | bé integrant del patrimoni cultural català | Fàbrica Sala (Sallent)                 | Modifica les dades a Wikidata |
|        | Fàbrica Vella                          | Sallent  | edifici               | 1842                                                       | 41° 49′ 36″ N, 1° 53′ 30″ E / 41.82672222222222°N,1.8916388888888889°E 270 msnm            |                                            | Fàbrica Vella (Sallent)                | Modifica les dades a Wikidata |
|        | Fàbrica de Guix                        | Sallent  | edifici               | Estil: arquitectura popular                                | 41° 48′ 56″ N, 1° 54′ 10″ E / 41.815556°N,1.902867°E                                       | bé integrant del patrimoni cultural català | Fàbrica de Guix (Sallent)              | Modifica les dades a Wikidata |
|        | Fàbrica del Malpàs                     | Sallent  | edifici               |                                                            | 41° 49′ 47″ N, 1° 52′ 58″ E / 41.829736111111°N,1.8828333333333°E 280 msnm                 |                                            | Fàbrica del Malpàs (Sallent)           | Modifica les dades a Wikidata |
|        | Grup Escolar Torres Amat               | Sallent  | edifici               | Arquitecte: Emili Porta i Galobart Estil: noucentisme 1928 | 41° 49′ 22″ N, 1° 53′ 54″ E / 41.822755°N,1.898445°E ca:Sallent                            | bé integrant del patrimoni cultural català | Grup Escolar Torres Amat (Sallent)     | Modifica les dades a Wikidata |
|        | Muralles de la Riereta                 | Sallent  | edifici               | Estil: arquitectura popular                                | 41° 49′ 22″ N, 1° 53′ 44″ E / 41.822826°N,1.895482°E                                       | bé integrant del patrimoni cultural català | Muralles de la Riereta                 | Modifica les dades a Wikidata |
|        | Santa Magdalena de Bell-lloc (Vella)   | Sallent  | edifici               | 12nd century                                               | 41° 47′ 40″ N, 1° 52′ 52″ E / 41.79443°N,1.881°E ca:Sant Ponç. Al costat del Mas Martorell |                                            |                                        | Modifica les dades a Wikidata |
|        | Torre del Gas                          | Sallent  | edifici               | Estil: arquitectura eclèctica 1883                         | 41° 49′ 41″ N, 1° 53′ 27″ E / 41.827932°N,1.89071°E                                        | bé integrant del patrimoni cultural català | Torre del Gas (Sallent)                | Modifica les dades a Wikidata |
|        | el Colomer del Solà                    | Sallent  | edifici               | Estil: arquitectura popular                                | 41° 49′ 35″ N, 1° 54′ 35″ E / 41.826331°N,1.909727°E                                       | bé integrant del patrimoni cultural català | El Colomer del Solà                    | Modifica les dades a Wikidata |
|        | la Pescadora                           | Sallent  | edifici               | Estil: arquitectura modernista 20th century                | 41° 49′ 22″ N, 1° 53′ 44″ E / 41.822809°N,1.89553°E ca:Entre Cal Sala i Les Culleres       | bé integrant del patrimoni cultural català | La Pescadora (Sallent)                 | Modifica les dades a Wikidata |

## edifici industrial
| imatge | Nom                        | Ubicat a  | instància de                      | Detalls                          | coordenades                                                                              | Protecció                                  | Commons (més fotos)             | Dades a WD                    |
| ------ | -------------------------- | --------- | --------------------------------- | -------------------------------- | ---------------------------------------------------------------------------------------- | ------------------------------------------ | ------------------------------- | ----------------------------- |
|        | Cal Berenguer de Cabrianes | Cabrianes | edifici industrial colònia tèxtil | Estil: arquitectura modernista   | 41° 47′ 57″ N, 1° 54′ 14″ E / 41.799084°N,1.903906°E ca:B-430                            | bé integrant del patrimoni cultural català | Fàbrica Berenguer de Cabrianes  | Modifica les dades a Wikidata |
|        | Fàbrica de Cal Torres      | Sallent   | edifici industrial                | Estil: arquitectura popular 1815 | 41° 49′ 28″ N, 1° 53′ 37″ E / 41.824359°N,1.89372°E ca:Torres i Amat, 39 / Pelatera, 2-6 | bé integrant del patrimoni cultural català | Fàbrica de Cal Torres (Sallent) | Modifica les dades a Wikidata |

## entitat singular de població
| imatge | Nom                    | Ubicat a | instància de                                   | Detalls                  | coordenades                                                                | Protecció | Commons (més fotos) | Dades a WD                    |
| ------ | ---------------------- | -------- | ---------------------------------------------- | ------------------------ | -------------------------------------------------------------------------- | --------- | ------------------- | ----------------------------- |
|        | Cabrianes              | Sallent  | entitat singular de població                   | 343 hab Superfície: 30ha | 41° 47′ 58″ N, 1° 54′ 37″ E / 41.79935°N,1.91028889°E 285 msnm             |           | Cabrianes           | Modifica les dades a Wikidata |
|        | Cornet                 | Sallent  | entitat singular de població                   | 46 hab                   | 41° 53′ 43″ N, 1° 56′ 16″ E / 41.895396°N,1.937648°E 456 msnm              |           | Cornet (Sallent)    | Modifica les dades a Wikidata |
|        | Sallent                | Sallent  | entitat singular de població capital municipal | 6328 hab                 | 41° 49′ 34″ N, 1° 53′ 44″ E / 41.82602°N,1.8955°E 278 msnm                 |           |                     | Modifica les dades a Wikidata |
|        | Sallés de la Serra     | Sallent  | entitat singular de població                   | 18 hab                   | 41° 49′ 50″ N, 1° 51′ 17″ E / 41.830569300025°N,1.8548272438228°E 503 msnm |           |                     | Modifica les dades a Wikidata |
|        | Sant Martí i Fucimanya | Sallent  | entitat singular de població                   | 28 hab                   | 41° 49′ 40″ N, 1° 55′ 59″ E / 41.827720889765°N,1.9331505599193°E 471 msnm |           |                     | Modifica les dades a Wikidata |
|        | Sant Ponç              | Sallent  | entitat singular de població                   | 28 hab                   | 41° 47′ 02″ N, 1° 52′ 25″ E / 41.78392123929°N,1.8737083666236°E 318 msnm  |           | Sant Ponç (Sallent) | Modifica les dades a Wikidata |
|        | Serra-sanç             | Sallent  | entitat singular de població                   | 21 hab                   | 41° 50′ 42″ N, 1° 53′ 43″ E / 41.845082°N,1.895223°E 414 msnm              |           |                     | Modifica les dades a Wikidata |
|        | Serraïma               | Sallent  | entitat singular de població                   | 6 hab                    | 41° 50′ 29″ N, 1° 55′ 13″ E / 41.841454°N,1.9203°E 485 msnm                |           |                     | Modifica les dades a Wikidata |
|        | la Botjosa             | Sallent  | entitat singular de població                   | 114 hab                  | 41° 48′ 19″ N, 1° 53′ 46″ E / 41.80537°N,1.89606°E 267 msnm                |           | La Botjosa          | Modifica les dades a Wikidata |

## església
| imatge | Nom                                      | Ubicat a | instància de     | Detalls                                                    | coordenades | Protecció                                          | Commons (més fotos)                             | Dades a WD                    |
| ------ | ---------------------------------------- | -------- | ---------------- | ---------------------------------------------------------- | --- | -------------------------------------------------- | ----------------------------------------------- | ----------------------------- |
|        | Finestra del carrer de l'Església        | Sallent  | església         | Estil: arquitectura gòtica 15th century                    | 41° 49′ 26″ N, 1° 53′ 46″ E / 41.82393°N,1.8962°E ca:A la casa nº 7 del carrer església.                                      |                                                    |                                                 | Modifica les dades a Wikidata |
|        | Nostra Senyora dels Miracles de Sallent  | Sallent  | església         | Estil: arquitectura popular 1875                           | 41° 49′ 10″ N, 1° 53′ 41″ E / 41.819532°N,1.894792°E                                                                          | bé integrant del patrimoni cultural català         | Nostra Senyora dels Miracles de Sallent         | Modifica les dades a Wikidata |
|        | Sant Esteve de Sallent                   | Sallent  | església         |                                                            | 41° 49′ 05″ N, 1° 54′ 08″ E / 41.8181°N,1.90232°E 354 msnm                                                                    |                                                    | Sant Esteve de Sallent                          | Modifica les dades a Wikidata |
|        | Sant Martí de Serraïma                   | Sallent  | església         | Estil: arquitectura popular 13rd century                   | 41° 49′ 44″ N, 1° 55′ 51″ E / 41.828962°N,1.930913°E ca:Serraïma 459 msnm                                                     | bé cultural d'interès local                        | Sant Martí de Serraïma                          | Modifica les dades a Wikidata |
|        | Sant Miquel de Serra-sanç                | Sallent  | església         | Estil: arquitectura romànica 12nd century                  | 41° 50′ 42″ N, 1° 53′ 42″ E / 41.845096°N,1.895099°E ca:Serra-sanç 414 msnm                                                   | bé cultural d'interès local                        | Sant Miquel de Serra-sanç                       | Modifica les dades a Wikidata |
|        | Sant Pere de Serraïma                    | Sallent  | església         | Estil: arquitectura romànica 11st century                  | 41° 50′ 25″ N, 1° 55′ 10″ E / 41.840193°N,1.919356°E ca:Serraïma 490 msnm                                                     | bé integrant del patrimoni cultural català         | Sant Pere de Serraïma                           | Modifica les dades a Wikidata |
|        | Sant Ramon de Cabrianes                  | Sallent  | església         |                                                            | 41° 47′ 58″ N, 1° 54′ 38″ E / 41.7993649640566°N,1.91046748825855°E ca:Cabrianes 286 msnm                                     |                                                    |                                                 | Modifica les dades a Wikidata |
|        | Santa Bàrbara de la Botjosa              | Sallent  | església         |                                                            | 41° 48′ 20″ N, 1° 53′ 42″ E / 41.8056041946412°N,1.89512178815195°E 289 msnm                                                  |                                                    |                                                 | Modifica les dades a Wikidata |
|        | Santa Magdalena de Bell-lloc             | Sallent  | església         | Estil: art romànic 1576                                    | 41° 47′ 32″ N, 1° 53′ 07″ E / 41.7923°N,1.88526°E ca:Sant Ponç. A tocar de la Sèquia de Manresa, al Pla de Martorell 300 msnm |                                                    | Santa Magdalena de Bell-lloc                    | Modifica les dades a Wikidata |
|        | Santa Maria de Cornet                    | Sallent  | església         |                                                            | 41° 53′ 43″ N, 1° 56′ 14″ E / 41.8953°N,1.93722°E ca:Cornet                                                                   | bé integrant del patrimoni cultural català         | Santa Maria de Cornet                           | Modifica les dades a Wikidata |
|        | Santa Maria de Sallent                   | Sallent  | església         | Estil: arquitectura eclèctica 1946                         | 41° 49′ 26″ N, 1° 53′ 48″ E / 41.8239°N,1.8966694444444°E ca:Sallent 278 msnm                                                 | bé integrant del patrimoni cultural català         | Santa Maria de Sallent                          | Modifica les dades a Wikidata |
|        | Santa Susanna de l'Abella                | Sallent  | església capella |                                                            | 41° 53′ 46″ N, 1° 55′ 42″ E / 41.896126966849°N,1.928396289892°E                                                              |                                                    | Santa Susanna de l'Abellar                      | Modifica les dades a Wikidata |
|        | Santuari de la Mare de Déu de Fussimanya | Sallent  | església         | Estil: arquitectura popular                                | 41° 49′ 19″ N, 1° 56′ 37″ E / 41.821902°N,1.943746°E 438 msnm                                                                 | Inventari del Patrimoni Arquitectònic de Catalunya | Santuari de la Mare de Déu de Fucimanya i masia | Modifica les dades a Wikidata |
|        | església de Sant Ponç                    | Sallent  | església         | Estil: arquitectura romànica 12nd century Estat: bon estat | 41° 47′ 04″ N, 1° 52′ 52″ E / 41.7844°N,1.88101°E ca:a tocar del mas Coll de Sant Ponç                                        |                                                    | Església de Sant Ponç de Sallent                | Modifica les dades a Wikidata |

## granja
| imatge | Nom                   | Ubicat a | instància de | Detalls | coordenades                                                         | Protecció | Commons (més fotos) | Dades a WD                    |
| ------ | --------------------- | -------- | ------------ | ------- | ------------------------------------------------------------------- | --------- | ------------------- | ----------------------------- |
|        | Granges Joan Sala     | Sallent  | granja       |         | 41° 47′ 20″ N, 1° 53′ 56″ E / 41.7888436021836°N,1.89898398606907°E |           |                     | Modifica les dades a Wikidata |
|        | Granges del Casteller | Sallent  | granja       |         | 41° 47′ 54″ N, 1° 53′ 43″ E / 41.7982390153246°N,1.89536868466109°E |           |                     | Modifica les dades a Wikidata |
|        | Granges del Celdoni   | Sallent  | granja       |         | 41° 48′ 54″ N, 1° 52′ 35″ E / 41.8149600049027°N,1.87632361223969°E |           |                     | Modifica les dades a Wikidata |
|        | Granges del Feliu     | Sallent  | granja       |         | 41° 48′ 31″ N, 1° 54′ 20″ E / 41.8087044759005°N,1.90567441732694°E |           |                     | Modifica les dades a Wikidata |
|        | Granges del Pal       | Sallent  | granja       |         | 41° 50′ 06″ N, 1° 53′ 29″ E / 41.8350382224934°N,1.89137596948096°E |           |                     | Modifica les dades a Wikidata |
|        | Granja Sala           | Sallent  | granja       |         | 41° 48′ 49″ N, 1° 52′ 26″ E / 41.8134781714995°N,1.87400183863707°E |           |                     | Modifica les dades a Wikidata |

## jaciment arqueològic
| imatge | Nom                                    | Ubicat a | instància de                               | Detalls | coordenades                                                          | Protecció                                            | Commons (més fotos) | Dades a WD                    |
| ------ | -------------------------------------- | -------- | ------------------------------------------ | ------- | -------------------------------------------------------------------- | ---------------------------------------------------- | ------------------- | ----------------------------- |
|        | Balma dels Ossos de la Torre de Cornet | Sallent  | jaciment arqueològic                       |         | 41° 54′ 15″ N, 1° 57′ 13″ E / 41.90413585471002°N,1.95362781517672°E | bé cultural d'interès local                          |                     | Modifica les dades a Wikidata |
|        | Poblat ibèric del Cogulló              | Sallent  | jaciment arqueològic poblat ibèric muralla |         | 41° 48′ 32″ N, 1° 53′ 21″ E / 41.80888889°N,1.88908333°E 474 msnm    | bé d'interès cultural bé cultural d'interès nacional |                     | Modifica les dades a Wikidata |

## masia
| imatge | Nom                  | Ubicat a | instància de | Detalls                                                               | coordenades | Protecció                                  | Commons (més fotos)        | Dades a WD                    |
| ------ | -------------------- | -------- | ------------ | --------------------------------------------------------------------- | --- | ------------------------------------------ | -------------------------- | ----------------------------- |
|        | Brugueroles          | Sallent  | masia        |                                                                       | 41° 48′ 27″ N, 1° 50′ 51″ E / 41.807496036403°N,1.84750209681297°E                                                   |                                            |                            | Modifica les dades a Wikidata |
|        | Cal Berengueres      | Sallent  | masia        |                                                                       | 41° 48′ 19″ N, 1° 54′ 59″ E / 41.8054°N,1.91627°E 317 msnm                                                           |                                            |                            | Modifica les dades a Wikidata |
|        | Cal Brunyoc          | Sallent  | masia        |                                                                       | 41° 53′ 39″ N, 1° 54′ 54″ E / 41.8942571889538°N,1.91494363808946°E                                                  |                                            |                            | Modifica les dades a Wikidata |
|        | Cal Carrano          | Sallent  | masia        |                                                                       | 41° 51′ 20″ N, 1° 54′ 18″ E / 41.8555431432316°N,1.90510514484054°E                                                  |                                            |                            | Modifica les dades a Wikidata |
|        | Cal Caticó           | Sallent  | masia        |                                                                       | 41° 47′ 58″ N, 1° 54′ 50″ E / 41.7993535574946°N,1.91401851956751°E                                                  |                                            |                            | Modifica les dades a Wikidata |
|        | Cal Coscoll          | Sallent  | masia        |                                                                       | 41° 48′ 58″ N, 1° 56′ 14″ E / 41.8160809670519°N,1.9373220747147°E                                                   |                                            |                            | Modifica les dades a Wikidata |
|        | Cal Garrell          | Sallent  | masia        |                                                                       | 41° 48′ 44″ N, 1° 55′ 35″ E / 41.8121145490767°N,1.92629959723319°E                                                  |                                            |                            | Modifica les dades a Wikidata |
|        | Cal Grau             | Sallent  | masia        |                                                                       | 41° 48′ 17″ N, 1° 54′ 01″ E / 41.80483056°N,1.90036722°E 258 msnm                                                    |                                            |                            | Modifica les dades a Wikidata |
|        | Cal Mateu            | Sallent  | masia        |                                                                       | 41° 48′ 31″ N, 1° 55′ 13″ E / 41.8086616373645°N,1.92018151784308°E                                                  |                                            |                            | Modifica les dades a Wikidata |
|        | Cal Mujal            | Sallent  | masia        |                                                                       | 41° 47′ 41″ N, 1° 53′ 43″ E / 41.7946620552756°N,1.89523753819654°E                                                  |                                            |                            | Modifica les dades a Wikidata |
|        | Cal Pagès            | Sallent  | masia        |                                                                       | 41° 47′ 59″ N, 1° 53′ 59″ E / 41.7998035337523°N,1.89978339905241°E                                                  |                                            |                            | Modifica les dades a Wikidata |
|        | Cal Rajoler          | Sallent  | masia        |                                                                       | 41° 47′ 48″ N, 1° 54′ 53″ E / 41.79670556°N,1.91459444°E 268 msnm                                                    |                                            |                            | Modifica les dades a Wikidata |
|        | Cal Serrallebró      | Sallent  | masia        |                                                                       | 41° 49′ 15″ N, 1° 51′ 57″ E / 41.8208565466652°N,1.86594976093127°E                                                  |                                            |                            | Modifica les dades a Wikidata |
|        | Cal Soldevila        | Sallent  | masia        | Estil: arquitectura popular                                           | 41° 52′ 23″ N, 1° 53′ 37″ E / 41.873001°N,1.893558°E                                                                 | bé integrant del patrimoni cultural català | Mas de Soldevila (Sallent) | Modifica les dades a Wikidata |
|        | Casa Nostra          | Sallent  | masia        |                                                                       | 41° 48′ 04″ N, 1° 54′ 02″ E / 41.8011076747476°N,1.90053146052971°E                                                  |                                            |                            | Modifica les dades a Wikidata |
|        | Casa de la Resclosa  | Sallent  | masia        |                                                                       | 41° 48′ 54″ N, 1° 54′ 11″ E / 41.81492778°N,1.90310833°E 279 msnm                                                    |                                            |                            | Modifica les dades a Wikidata |
|        | Caseta de Sant Martí | Sallent  | masia        |                                                                       | 41° 50′ 17″ N, 1° 55′ 32″ E / 41.8379836752612°N,1.9255179788105°E                                                   |                                            |                            | Modifica les dades a Wikidata |
|        | Cererols             | Sallent  | masia        |                                                                       | 41° 53′ 33″ N, 1° 56′ 36″ E / 41.8926°N,1.9433°E ca:Cornet 459 msnm                                                  |                                            |                            | Modifica les dades a Wikidata |
|        | Fucimanya            | Sallent  | masia        |                                                                       | 41° 49′ 19″ N, 1° 56′ 40″ E / 41.8218207594355°N,1.94442766182652°E                                                  |                                            |                            | Modifica les dades a Wikidata |
|        | Magrans              | Sallent  | masia        |                                                                       | 41° 48′ 15″ N, 1° 55′ 49″ E / 41.8040818804086°N,1.93030984665356°E                                                  |                                            |                            | Modifica les dades a Wikidata |
|        | Manivertes           | Sallent  | masia        |                                                                       | 41° 52′ 39″ N, 1° 55′ 12″ E / 41.8774444884773°N,1.92001251226402°E ca:Cornet                                        |                                            |                            | Modifica les dades a Wikidata |
|        | Mas Argelaguers      | Sallent  | masia        |                                                                       | 41° 53′ 55″ N, 1° 54′ 25″ E / 41.8986127561738°N,1.90696158085114°E                                                  |                                            |                            | Modifica les dades a Wikidata |
|        | Mas Freixau          | Sallent  | masia        |                                                                       | 41° 47′ 57″ N, 1° 54′ 38″ E / 41.79922°N,1.91058°E ca:Cabrianes                                                      |                                            |                            | Modifica les dades a Wikidata |
|        | Mas Martorell        | Sallent  | masia        |                                                                       | 41° 47′ 40″ N, 1° 52′ 50″ E / 41.7943948988943°N,1.88066677268866°E ca:Sant Ponç-Cabrianes                           |                                            |                            | Modifica les dades a Wikidata |
|        | Mas Nou              | Sallent  | masia        |                                                                       | 41° 47′ 11″ N, 1° 54′ 12″ E / 41.7863717437863°N,1.90327439311613°E                                                  |                                            |                            | Modifica les dades a Wikidata |
|        | Mas Pujol            | Sallent  | masia        | Estil: arquitectura popular                                           | 41° 49′ 11″ N, 1° 53′ 42″ E / 41.819624°N,1.895031°E                                                                 | bé integrant del patrimoni cultural català | Mas el Pujol (Sallent)     | Modifica les dades a Wikidata |
|        | Mas Rocaus           | Sallent  | masia        | Estil: arquitectura popular 18th century Estat: enderrocat o destruït | 41° 49′ 28″ N, 1° 53′ 17″ E / 41.824485°N,1.888193°E ca:Sallent                                                      | bé integrant del patrimoni cultural català | Mas Rocaus (Sallent)       | Modifica les dades a Wikidata |
|        | Mas Terradelles      | Sallent  | masia        |                                                                       | 41° 47′ 36″ N, 1° 53′ 28″ E / 41.7934323053562°N,1.89099804755971°E ca:Sant Ponç-Cabrianes                           |                                            |                            | Modifica les dades a Wikidata |
|        | Mas Vidal            | Sallent  | masia        |                                                                       | 41° 47′ 57″ N, 1° 54′ 39″ E / 41.79917°N,1.91071°E ca:Cabrianes.                                                     |                                            |                            | Modifica les dades a Wikidata |
|        | Mas de Palau         | Sallent  | masia        | Estil: arquitectura popular Estat: enderrocat o destruït              | | bé integrant del patrimoni cultural català |                            | Modifica les dades a Wikidata |
|        | Mas de Sant Pere     | Sallent  | masia        | Estil: arquitectura popular                                           | 41° 50′ 27″ N, 1° 55′ 15″ E / 41.840811°N,1.920948°E ca:Serraïma                                                     | bé integrant del patrimoni cultural català | Mas de Sant Pere (Sallent) | Modifica les dades a Wikidata |
|        | Mas de les Coves     | Sallent  | masia        | 16th century                                                          | 41° 47′ 53″ N, 1° 53′ 13″ E / 41.79793056°N,1.88708056°E ca:Sant Ponç-Cabrianes 307 msnm                             |                                            |                            | Modifica les dades a Wikidata |
|        | Puigbò               | Sallent  | masia        | 18th century                                                          | 41° 50′ 11″ N, 1° 53′ 01″ E / 41.836256877129°N,1.8836302901887°E 321 msnm                                           |                                            | Puigbó (Sallent)           | Modifica les dades a Wikidata |
|        | Puigbò de Baix       | Sallent  | masia        |                                                                       | 41° 50′ 09″ N, 1° 52′ 52″ E / 41.835817°N,1.881028°E 284 msnm                                                        |                                            | Puigbò de Baix             | Modifica les dades a Wikidata |
|        | Puigventós           | Sallent  | masia        |                                                                       | 41° 53′ 58″ N, 1° 57′ 39″ E / 41.8995800840646°N,1.96070082185201°E                                                  |                                            |                            | Modifica les dades a Wikidata |
|        | Ridor                | Sallent  | masia        |                                                                       | 41° 48′ 27″ N, 1° 51′ 12″ E / 41.8074204645198°N,1.85345033262373°E                                                  |                                            |                            | Modifica les dades a Wikidata |
|        | Torrebruna           | Sallent  | masia        |                                                                       | 41° 48′ 10″ N, 1° 51′ 28″ E / 41.802677552233°N,1.8577315269526°E                                                    |                                            |                            | Modifica les dades a Wikidata |
|        | Vila-seca            | Sallent  | masia        |                                                                       | 41° 52′ 09″ N, 1° 54′ 56″ E / 41.869287376059°N,1.91554678999592°E                                                   |                                            |                            | Modifica les dades a Wikidata |
|        | Vilassoleiat         | Sallent  | masia        |                                                                       | 41° 48′ 51″ N, 1° 56′ 46″ E / 41.8140627858855°N,1.9460479626935°E                                                   |                                            |                            | Modifica les dades a Wikidata |
|        | el Camp              | Sallent  | masia        |                                                                       | 41° 48′ 03″ N, 1° 54′ 38″ E / 41.8008237166821°N,1.91043073842224°E ca:Cabrianes                                     |                                            |                            | Modifica les dades a Wikidata |
|        | el Coll              | Sallent  | masia        |                                                                       | 41° 47′ 04″ N, 1° 52′ 52″ E / 41.7845448840061°N,1.88101863783659°E ca:Sant Ponç-Cabrianes                           |                                            | El Coll (Sallent)          | Modifica les dades a Wikidata |
|        | el Graner            | Sallent  | masia        |                                                                       | 41° 52′ 28″ N, 1° 55′ 26″ E / 41.8744°N,1.92391°E ca:Cornet 415 msnm                                                 |                                            |                            | Modifica les dades a Wikidata |
|        | el Morral            | Sallent  | masia        | 18th century                                                          | 41° 52′ 31″ N, 1° 55′ 36″ E / 41.8753°N,1.92671°E ca:Cornet 416 msnm                                                 |                                            |                            | Modifica les dades a Wikidata |
|        | el Peixater          | Sallent  | masia        |                                                                       | 41° 47′ 59″ N, 1° 53′ 37″ E / 41.7996992062802°N,1.89361030696904°E                                                  |                                            | El Peixater                | Modifica les dades a Wikidata |
|        | el Prat de Cornet    | Sallent  | masia        | 1912                                                                  | 41° 54′ 15″ N, 1° 56′ 11″ E / 41.9041220215593°N,1.93639375487295°E ca:Just al límit amb el terme municipal de Gaià. |                                            |                            | Modifica les dades a Wikidata |
|        | el Puig              | Sallent  | masia        |                                                                       | 41° 52′ 41″ N, 1° 55′ 26″ E / 41.878071537699°N,1.9238774591975°E                                                    |                                            |                            | Modifica les dades a Wikidata |
|        | el Sellerers         | Sallent  | masia        | Estil: arquitectura popular                                           | 41° 50′ 30″ N, 1° 55′ 13″ E / 41.841689°N,1.920379°E 485 msnm                                                        | bé integrant del patrimoni cultural català | Mas del Sellarés (Sallent) | Modifica les dades a Wikidata |
|        | el Soler             | Sallent  | masia        |                                                                       | 41° 48′ 15″ N, 1° 54′ 25″ E / 41.804058196053°N,1.9070607150238°E                                                    |                                            |                            | Modifica les dades a Wikidata |
|        | el Soler del Far     | Sallent  | masia        | 20th century                                                          | 41° 49′ 43″ N, 1° 51′ 04″ E / 41.828732219552°N,1.8512473594209°E                                                    |                                            |                            | Modifica les dades a Wikidata |
|        | el Solà              | Sallent  | masia        |                                                                       | 41° 53′ 10″ N, 1° 55′ 08″ E / 41.886130912762°N,1.918921042006°E                                                     |                                            |                            | Modifica les dades a Wikidata |
|        | els Emprius          | Sallent  | masia        |                                                                       | 41° 48′ 01″ N, 1° 52′ 37″ E / 41.800165889031°N,1.8770349474325°E                                                    |                                            |                            | Modifica les dades a Wikidata |
|        | els Hostalets        | Sallent  | masia        |                                                                       | 41° 53′ 24″ N, 1° 55′ 25″ E / 41.8900788180514°N,1.92363280170323°E ca:Cornet                                        |                                            |                            | Modifica les dades a Wikidata |
|        | els Plans de Cornet  | Sallent  | masia        |                                                                       | 41° 52′ 29″ N, 1° 54′ 24″ E / 41.8747777601901°N,1.90660862289984°E ca:Cornet                                        |                                            |                            | Modifica les dades a Wikidata |
|        | els Quatre Vents     | Sallent  | masia        |                                                                       | 41° 47′ 46″ N, 1° 53′ 52″ E / 41.7960108072766°N,1.89781417230075°E                                                  |                                            |                            | Modifica les dades a Wikidata |
|        | els Terrassos        | Sallent  | masia        |                                                                       | 41° 47′ 29″ N, 1° 53′ 48″ E / 41.7913338051364°N,1.89661856961552°E                                                  |                                            |                            | Modifica les dades a Wikidata |
|        | l'Abellar de Baix    | Sallent  | masia        |                                                                       | 41° 53′ 52″ N, 1° 55′ 03″ E / 41.897826243858°N,1.9175182801328°E                                                    |                                            |                            | Modifica les dades a Wikidata |
|        | l'Abellar de Dalt    | Sallent  | masia        | 17th century                                                          | 41° 53′ 51″ N, 1° 55′ 37″ E / 41.8976205553765°N,1.92685749912899°E ca:Parròquia de Cornet                           |                                            |                            | Modifica les dades a Wikidata |
|        | l'Espinal            | Sallent  | masia        |                                                                       | 41° 49′ 53″ N, 1° 51′ 18″ E / 41.8315121185272°N,1.85511589747453°E                                                  |                                            |                            | Modifica les dades a Wikidata |
|        | l'Estació            | Sallent  | masia        |                                                                       | 41° 49′ 14″ N, 1° 53′ 48″ E / 41.8204361721853°N,1.89676926365734°E                                                  |                                            |                            | Modifica les dades a Wikidata |
|        | l'Illa               | Sallent  | masia        | Estil: arquitectura popular                                           | 41° 48′ 30″ N, 1° 54′ 01″ E / 41.808407°N,1.90028°E ca:Cabrianes                                                     | bé integrant del patrimoni cultural català | Mas l'Illa (Sallent)       | Modifica les dades a Wikidata |
|        | l'Oliva              | Sallent  | masia        |                                                                       | 41° 47′ 26″ N, 1° 54′ 52″ E / 41.790618762122°N,1.9145100546909°E ca:Cabrianes                                       |                                            |                            | Modifica les dades a Wikidata |
|        | la Carrera           | Sallent  | masia        |                                                                       | 41° 48′ 41″ N, 1° 54′ 55″ E / 41.811342265574°N,1.915364095725°E ca:Cabrianes 360 msnm                               |                                            | La Carrera (Sallent)       | Modifica les dades a Wikidata |
|        | la Casa Nova de Baix | Sallent  | masia        |                                                                       | 41° 52′ 20″ N, 1° 55′ 05″ E / 41.8721759357843°N,1.9181369983916°E                                                   |                                            |                            | Modifica les dades a Wikidata |
|        | la Castellona        | Sallent  | masia        |                                                                       | 41° 48′ 39″ N, 1° 51′ 16″ E / 41.8108882951405°N,1.85437567546217°E                                                  |                                            |                            | Modifica les dades a Wikidata |
|        | la Coma              | Sallent  | masia        |                                                                       | 41° 47′ 06″ N, 1° 52′ 48″ E / 41.785062°N,1.880003°E ca:Sant Ponç-Cabrianes 320 msnm                                 |                                            | La Coma (Sallent)          | Modifica les dades a Wikidata |
|        | la Font              | Sallent  | masia        |                                                                       | 41° 51′ 54″ N, 1° 54′ 23″ E / 41.8649486958952°N,1.90631826080365°E                                                  |                                            |                            | Modifica les dades a Wikidata |
|        | la Rovira            | Sallent  | masia        |                                                                       | 41° 48′ 33″ N, 1° 52′ 29″ E / 41.809162388187°N,1.87476362462662°E                                                   |                                            |                            | Modifica les dades a Wikidata |
|        | la Sala de Sant Ponç | Sallent  | masia        |                                                                       | 41° 47′ 03″ N, 1° 53′ 14″ E / 41.7841368012948°N,1.88722318161869°E ca:Sant Ponç-Cabrianes 285 msnm                  |                                            | La Sala de Sant Ponç       | Modifica les dades a Wikidata |
|        | la Saleta            | Sallent  | masia        | 18th century                                                          | 41° 50′ 45″ N, 1° 53′ 49″ E / 41.8457207541274°N,1.89704562406814°E ca:Pla de Serra-sanç                             |                                            |                            | Modifica les dades a Wikidata |
|        | la Torre             | Sallent  | masia        |                                                                       | 41° 53′ 53″ N, 1° 56′ 47″ E / 41.898095316329°N,1.94644612924°E                                                      |                                            |                            | Modifica les dades a Wikidata |
|        | la Torre del Roca    | Sallent  | masia        | 14th century                                                          | 41° 50′ 00″ N, 1° 52′ 35″ E / 41.8331999112743°N,1.87645020499073°E ca:Sallent                                       |                                            |                            | Modifica les dades a Wikidata |

## monument
| imatge | Nom                       | Ubicat a | instància de | Detalls                                                                 | coordenades                                                                         | Protecció                                  | Commons (més fotos)                | Dades a WD                    |
| ------ | ------------------------- | -------- | ------------ | ----------------------------------------------------------------------- | ----------------------------------------------------------------------------------- | ------------------------------------------ | ---------------------------------- | ----------------------------- |
|        | Monument a les Tradicions | Sallent  | monument     | 1985                                                                    | 41° 49′ 23″ N, 1° 53′ 51″ E / 41.82297°N,1.89763°E ca:Sallent                       |                                            |                                    | Modifica les dades a Wikidata |
|        | Monument del Pare Claret  | Sallent  | monument     | Arquitecte: Alexandre Soler i March Estil: arquitectura modernista 1916 | 41° 49′ 27″ N, 1° 53′ 48″ E / 41.824225°N,1.896784°E ca:Plaça Sant Antoni M. Claret | bé integrant del patrimoni cultural català | Monument del Pare Claret (Sallent) | Modifica les dades a Wikidata |

## muntanya
| imatge | Nom                 | Ubicat a          | instància de | Detalls | coordenades                                                            | Protecció | Commons (més fotos)         | Dades a WD                    |
| ------ | ------------------- | ----------------- | ------------ | ------- | ---------------------------------------------------------------------- | --------- | --------------------------- | ----------------------------- |
|        | Serrat de l'Alou    | Sallent Balsareny | muntanya     |         | 41° 51′ 27″ N, 1° 53′ 49″ E / 41.857465°N,1.896992°E 476 msnm          |           |                             | Modifica les dades a Wikidata |
|        | Serrat del Xipell   | Sallent           | muntanya     |         | 41° 49′ 16″ N, 1° 54′ 03″ E / 41.8209861111°N,1.90081944444°E 382 msnm |           | Serrat del Xipell (Sallent) | Modifica les dades a Wikidata |
|        | Turó de Guillempere | Sallent Balsareny | muntanya     |         | 41° 52′ 57″ N, 1° 54′ 30″ E / 41.8825°N,1.90842°E 486.5 msnm           |           |                             | Modifica les dades a Wikidata |
|        | el Cogulló          | Sallent           | muntanya     |         | 41° 48′ 32″ N, 1° 53′ 21″ E / 41.8089°N,1.88915°E 473 msnm             |           | El Cogulló (Sallent)        | Modifica les dades a Wikidata |
|        | la Costa Gran       | Sallent           | muntanya     |         | 41° 49′ 25″ N, 1° 52′ 47″ E / 41.8236°N,1.87974°E 470 msnm             |           | La Costa Gran               | Modifica les dades a Wikidata |

## nucli de població
| imatge | Nom              | Ubicat a | instància de      | Detalls | coordenades                                                       | Protecció | Commons (més fotos) | Dades a WD                    |
| ------ | ---------------- | -------- | ----------------- | ------- | ----------------------------------------------------------------- | --------- | ------------------- | ----------------------------- |
|        | Mas de Sant Pere | Sallent  | nucli de població |         | 41° 50′ 25″ N, 1° 55′ 24″ E / 41.840238363706°N,1.9233072118716°E |           |                     | Modifica les dades a Wikidata |
|        | el Guix          | Sallent  | nucli de població |         | 41° 48′ 57″ N, 1° 54′ 16″ E / 41.815742066539°N,1.9044541320878°E |           |                     | Modifica les dades a Wikidata |

## polígon industrial
| imatge | Nom                                   | Ubicat a | instància de       | Detalls | coordenades                                                         | Protecció | Commons (més fotos) | Dades a WD                    |
| ------ | ------------------------------------- | -------- | ------------------ | ------- | ------------------------------------------------------------------- | --------- | ------------------- | ----------------------------- |
|        | Polígon industrial Berenguer I        | Sallent  | polígon industrial |         | 41° 47′ 48″ N, 1° 54′ 10″ E / 41.7966900261055°N,1.90290589726519°E |           |                     | Modifica les dades a Wikidata |
|        | Polígon industrial Berenguer II       | Sallent  | polígon industrial |         | 41° 47′ 33″ N, 1° 54′ 24″ E / 41.7925930582702°N,1.90680304925907°E |           |                     | Modifica les dades a Wikidata |
|        | Polígon industrial Costa Gran-Mal Pas | Sallent  | polígon industrial |         | 41° 49′ 45″ N, 1° 53′ 03″ E / 41.8292391796343°N,1.88407000942232°E |           |                     | Modifica les dades a Wikidata |
|        | Polígon industrial Illa Sud           | Sallent  | polígon industrial |         | 41° 48′ 42″ N, 1° 53′ 59″ E / 41.8116920400395°N,1.8997364701356°E  |           |                     | Modifica les dades a Wikidata |
|        | Polígon industrial Pla de Manyaners   | Sallent  | polígon industrial |         | 41° 47′ 47″ N, 1° 54′ 24″ E / 41.7963120380586°N,1.90671577295212°E |           |                     | Modifica les dades a Wikidata |
|        | Polígon industrial Pla del Mas        | Sallent  | polígon industrial |         | 41° 46′ 35″ N, 1° 53′ 59″ E / 41.7765103145362°N,1.89961611169121°E |           |                     | Modifica les dades a Wikidata |
|        | Polígon industrial Plans de la Sala   | Sallent  | polígon industrial |         | 41° 47′ 02″ N, 1° 54′ 02″ E / 41.7840215634621°N,1.90051055769722°E |           |                     | Modifica les dades a Wikidata |

## pont
| imatge | Nom                                                    | Ubicat a                                | instància de   | Detalls                                                                                           | coordenades                                                                    | Protecció                                  | Commons (més fotos)                           | Dades a WD                    |
| ------ | ------------------------------------------------------ | --------------------------------------- | -------------- | ------------------------------------------------------------------------------------------------- | ------------------------------------------------------------------------------ | ------------------------------------------ | --------------------------------------------- | ----------------------------- |
|        | Pont Vell                                              | Sallent                                 | pont           | 1374 Travessa: Llobregat Estat: bon estat Llarg: 104m Ample: 4.2m Alt: 15.5m                      | 41° 49′ 25″ N, 1° 53′ 35″ E / 41.8236434358863°N,1.89311385945689°E ca:Sallent | bé integrant del patrimoni cultural català | Pont Vell (Sallent)                           | Modifica les dades a Wikidata |
|        | Pont de Cabrianes                                      | Sallent Sant Fruitós de Bages Navarcles | pont           | Estil: arquitectura gòtica 16th century Travessa: Llobregat Estat: parcialment destruït Llum: 17m | 41° 46′ 21″ N, 1° 54′ 15″ E / 41.7724°N,1.904216°E ca:Cabrianes                | bé integrant del patrimoni cultural català | Pont de Cabrianes (Sallent)                   | Modifica les dades a Wikidata |
|        | Pont del Vilar                                         | Sallent                                 | pont aqüeducte | Arquitecte: Guillem i Catà 1344 Llarg: 85.5m Alt: 19m                                             | 41° 49′ 00″ N, 1° 53′ 28″ E / 41.816776°N,1.891047°E ca:Sallent                | bé integrant del patrimoni cultural català | Pont del Vilar (Sallent)                      | Modifica les dades a Wikidata |
|        | Pont del torrent del Soler                             | Sallent                                 | pont           | 12nd century Estat: malmès                                                                        | 41° 48′ 06″ N, 1° 54′ 29″ E / 41.80168°N,1.90802°E ca:Cabrianes                |                                            |                                               | Modifica les dades a Wikidata |
|        | Pont i antic traçat del Ferrocarril de Manresa a Berga | Sallent                                 | pont           | 19th century Estat: bon estat                                                                     | 41° 46′ 58″ N, 1° 52′ 56″ E / 41.7827°N,1.88235°E ca:Sant Ponç-Cabrianes       |                                            |                                               | Modifica les dades a Wikidata |
|        | el Pont Nou                                            | Sallent                                 | pont           | Travessa: Llobregat                                                                               | 41° 49′ 34″ N, 1° 53′ 29″ E / 41.8262126175151°N,1.89148008971957°E 276 msnm   |                                            | El Pont Nou (Sallent)                         | Modifica les dades a Wikidata |
|        | pont de la cinta transportadora sobre la C-16          | Sallent                                 | pont           | 1973 Travessa: C-16 Llum: 41.5m Ample: 3.4m                                                       | 41° 48′ 48″ N, 1° 53′ 47″ E / 41.813212°N,1.896369°E                           |                                            | Pont de la cinta transportadora sobre la C-16 | Modifica les dades a Wikidata |

## riu
| imatge | Nom           | Ubicat a                                                                          | instància de | Detalls                                                   | coordenades                                                                                               | Protecció | Commons (més fotos) | Dades a WD                    |
| ------ | ------------- | --------------------------------------------------------------------------------- | ------------ | --------------------------------------------------------- | --- | --------- | ------------------- | ----------------------------- |
|        | Llobregat     | Catalunya província de Barcelona Catalunya Central Àmbit Metropolità de Barcelona | riu          | Desemboca: mar Mediterrània Llarg: 175km Conca: 4948.3km² | 42° 16′ 57″ N, 2° 00′ 46″ E / 42.282412°N,2.012826°E 41° 18′ 08″ N, 2° 07′ 55″ E / 41.302248°N,2.131948°E |           | Llobregat           | Modifica les dades a Wikidata |
|        | Riu de Cornet | Gaià Sallent                                                                      | riu          | Desemboca: Llobregat                                      | 41° 49′ 36″ N, 1° 53′ 30″ E / 41.826538°N,1.891568°E 41° 54′ 50″ N, 1° 57′ 05″ E / 41.913779°N,1.951417°E |           |                     | Modifica les dades a Wikidata |

## serra
| imatge | Nom                         | Ubicat a            | instància de | Detalls | coordenades                                                         | Protecció | Commons (més fotos)          | Dades a WD                    |
| ------ | --------------------------- | ------------------- | ------------ | ------- | ------------------------------------------------------------------- | --------- | ---------------------------- | ----------------------------- |
|        | Carena del Morral           | Avinyó Sallent      | serra        |         | 41° 52′ 46″ N, 1° 56′ 32″ E / 41.87951667°N,1.94217222°E 565 msnm   |           |                              | Modifica les dades a Wikidata |
|        | Les Forques                 | Sallent             | serra        |         | 41° 49′ 52″ N, 1° 53′ 59″ E / 41.831125°N,1.89973888889°E 405 msnm  |           | Les Forques (Sallent)        | Modifica les dades a Wikidata |
|        | Serrat del Repetidor        | Balsareny Sallent   | serra        |         | 41° 52′ 03″ N, 1° 54′ 02″ E / 41.8674°N,1.90064°E 485.2 msnm        |           |                              | Modifica les dades a Wikidata |
|        | serra de Montcogul          | Sallent             | serra        |         | 41° 49′ 16″ N, 1° 55′ 19″ E / 41.821°N,1.92186°E 527 msnm           |           | Serra de Montcogul (Sallent) | Modifica les dades a Wikidata |
|        | serra de la Garrigota       | Avinyó Sallent      | serra        |         | 41° 51′ 13″ N, 1° 54′ 46″ E / 41.85353611°N,1.91290278°E 503.7 msnm |           |                              | Modifica les dades a Wikidata |
|        | serrat de Viranes           | Avinyó Gaià Sallent | serra        |         | 41° 54′ 23″ N, 1° 57′ 39″ E / 41.9065°N,1.96071°E 636.2 msnm        |           |                              | Modifica les dades a Wikidata |
|        | serrat de l'Abellar de Baix | Sallent             | serra        |         | 41° 53′ 13″ N, 1° 54′ 49″ E / 41.88708056°N,1.91351111°E 503.5 msnm |           |                              | Modifica les dades a Wikidata |

## torre de defensa
| imatge | Nom                 | Ubicat a | instància de     | Detalls | coordenades                                                         | Protecció                                            | Commons (més fotos) | Dades a WD                    |
| ------ | ------------------- | -------- | ---------------- | ------- | ------------------------------------------------------------------- | ---------------------------------------------------- | ------------------- | ----------------------------- |
|        | Torre Ximberga      | Sallent  | torre de defensa |         | 41° 46′ 32″ N, 1° 54′ 01″ E / 41.7755713194278°N,1.90031800405408°E |                                                      |                     | Modifica les dades a Wikidata |
|        | Torre de Serra-sanç | Sallent  | torre de defensa |         | 41° 50′ 51″ N, 1° 53′ 42″ E / 41.847572°N,1.894915°E                | bé d'interès cultural bé cultural d'interès nacional | Torre de Serra-sanç | Modifica les dades a Wikidata |

## Misc
| imatge | Nom                                               | Ubicat a          | instància de                           | Detalls                                                   | coordenades                                                                            | Protecció                                            | Commons (més fotos)                               | Dades a WD                    |
| ------ | ------------------------------------------------- | ----------------- | -------------------------------------- | --------------------------------------------------------- | -------------------------------------------------------------------------------------- | ---------------------------------------------------- | ------------------------------------------------- | ----------------------------- |
|        | Biblioteca Popular de Sallent                     | Sallent           | biblioteca pública                     | Estil: noucentisme 1918                                   | 41° 49′ 17″ N, 1° 53′ 55″ E / 41.821469°N,1.898552°E ca:Pg. Biblioteca                 | bé integrant del patrimoni cultural català           | Biblioteca Popular de Sallent                     | Modifica les dades a Wikidata |
|        | Bosc i plans de la Sala                           | Sallent           | bosc                                   |                                                           | 41° 47′ 28″ N, 1° 52′ 51″ E / 41.79121°N,1.88093°E ca:Sant Ponç                        |                                                      |                                                   | Modifica les dades a Wikidata |
|        | Bust d'Anselm Clavé                               | Sallent           | mobiliari urbà                         | 1968                                                      | 41° 49′ 22″ N, 1° 53′ 51″ E / 41.82286°N,1.89761°E ca:Sallent                          |                                                      |                                                   | Modifica les dades a Wikidata |
|        | Bust de Pere Sallés                               | Sallent           | obra escultòrica                       | 1967                                                      | 41° 49′ 24″ N, 1° 53′ 52″ E / 41.82324°N,1.89767°E ca:Sallent                          |                                                      |                                                   | Modifica les dades a Wikidata |
|        | Cal Torres                                        | Sallent           | edifici residencial edifici industrial | Estil: arquitectura popular                               | 41° 49′ 27″ N, 1° 53′ 38″ E / 41.824193°N,1.893929°E ca:Pont, 2 / Torres i Amat, 37    | bé integrant del patrimoni cultural català           | Cal Torres (Sallent)                              | Modifica les dades a Wikidata |
|        | Castell de Cornet                                 | Sallent           | ruïnes de castell                      |                                                           | 41° 51′ 58″ N, 1° 55′ 01″ E / 41.866011°N,1.917018°E                                   | bé d'interès cultural bé cultural d'interès nacional | Castell de Cornet (Sallent)                       | Modifica les dades a Wikidata |
|        | El Cogullo                                        | Sallent           | vèrtex geodèsic                        | Alt: 1.2m                                                 | 41° 48′ 32″ N, 1° 53′ 22″ E / 41.808972°N,1.889374°E 473.786 msnm                      |                                                      |                                                   | Modifica les dades a Wikidata |
|        | La Corbatera                                      | Sallent           | zona humida                            | Superfície: 96.41ha                                       | 41° 47′ 15″ N, 1° 54′ 15″ E / 41.787537°N,1.904118°E                                   |                                                      |                                                   | Modifica les dades a Wikidata |
|        | Mines de Potassa                                  | Sallent           | mina                                   | 20th century Estat: bon estat                             | 41° 48′ 53″ N, 1° 53′ 41″ E / 41.81479°N,1.8946°E                                      |                                                      | Mines de Potassa (Sallent)                        | Modifica les dades a Wikidata |
|        | Parc de Sallent                                   | Sallent           | parc                                   |                                                           | 41° 49′ 22″ N, 1° 53′ 51″ E / 41.822882°N,1.897626°E                                   | bé integrant del patrimoni cultural català           | Parc de Sallent                                   | Modifica les dades a Wikidata |
|        | Pedrera de la Garrigada                           | Sallent           | pedrera                                |                                                           | 41° 47′ 59″ N, 1° 51′ 36″ E / 41.7997677097175°N,1.86008663912402°E                    |                                                      |                                                   | Modifica les dades a Wikidata |
|        | Pont de Conangle                                  | Balsareny Sallent | aqüeducte pont                         | Hi passa: sèquia de Manresa                               | 41° 50′ 06″ N, 1° 52′ 29″ E / 41.8351113439142°N,1.87481499657248°E                    | bé integrant del patrimoni cultural català           | Pont de Conangle                                  | Modifica les dades a Wikidata |
|        | Pou de glaç del Solà del Vilar                    | Sallent           | pou de neu                             | Estil: arquitectura popular                               | 41° 50′ 08″ N, 1° 53′ 47″ E / 41.835615°N,1.896346°E                                   | bé integrant del patrimoni cultural català           | Pou de glaç del Solà del Vilar                    | Modifica les dades a Wikidata |
|        | barraca de la Sala                                | Sallent           | barraca de vinya                       | 19th century                                              | 41° 47′ 09″ N, 1° 53′ 17″ E / 41.78581°N,1.888°E ca:Sant Ponç. A tocar del Mas La Sala |                                                      |                                                   | Modifica les dades a Wikidata |
|        | casa consistorial de Sallent                      | Sallent           | casa consistorial                      |                                                           | 41° 49′ 27″ N, 1° 53′ 41″ E / 41.8241433°N,1.8946876°E                                 |                                                      | Casa de la Vila (Sallent)                         | Modifica les dades a Wikidata |
|        | castell de Sallent                                | Sallent           | castell                                |                                                           | 41° 49′ 06″ N, 1° 54′ 10″ E / 41.8182°N,1.90287°E                                      | bé d'interès cultural bé cultural d'interès nacional | Castell de Sallent                                | Modifica les dades a Wikidata |
|        | cementiri de Cabrianes                            | Sallent           | cementiri                              | 19th century                                              | 41° 47′ 39″ N, 1° 54′ 58″ E / 41.79418°N,1.91601°E ca:Cabrianes                        |                                                      |                                                   | Modifica les dades a Wikidata |
|        | cobert del Santfeliu                              | Sallent           | cabana                                 |                                                           | 41° 47′ 52″ N, 1° 53′ 41″ E / 41.7977102245839°N,1.89470372656428°E                    |                                                      |                                                   | Modifica les dades a Wikidata |
|        | dipòsit controlat de runes de Sallent             | Sallent           | abocador                               |                                                           | 41° 48′ 27″ N, 1° 52′ 52″ E / 41.807533006015305°N,1.8810868263244631°E                |                                                      | Dipòsit controlat de runes de Sallent             | Modifica les dades a Wikidata |
|        | forn de terrissa de la Sala                       | Sallent           | element arquitectònic forn de ceràmica | 19th century                                              | 41° 47′ 12″ N, 1° 53′ 10″ E / 41.78655°N,1.88607°E ca:Plans de La Sala                 |                                                      |                                                   | Modifica les dades a Wikidata |
|        | plaça de la Pau                                   | Sallent           | plaça                                  |                                                           | 41° 49′ 27″ N, 1° 53′ 45″ E / 41.824238°N,1.895746°E                                   |                                                      | Plaça de la Pau (Sallent)                         | Modifica les dades a Wikidata |
|        | sèquia de Manresa                                 | Manresa Balsareny | séquia                                 | Estil: arquitectura popular 1383                          | 41° 43′ 26″ N, 1° 49′ 36″ E / 41.724003°N,1.826797°E ca:Claret                         |                                                      | Sèquia de Manresa                                 | Modifica les dades a Wikidata |
|        | viaductes de la C-16 sobre el Llobregat a Sallent | Sallent           | viaducte                               | 2003-10-24 Travessa: Llobregat Hi passa: C-16 Llarg: 237m | 41° 49′ 50″ N, 1° 53′ 06″ E / 41.830496702232296°N,1.8850672245025637°E                |                                                      | Viaductes de la C-16 sobre el Llobregat a Sallent | Modifica les dades a Wikidata |